# I Heart Huckabees - Le strane coincidenze della vita
I Heart Huckabees - Le strane coincidenze della vita (I Heart Huckabees, reso graficamente I ♥ Huckabees), anche conosciuto come I Heart Huckabees o I Love Huckabees, è un film del 2004 diretto da David O. Russell.
Gli interpretati principali della pellicola sono Jason Schwartzman, Jude Law, Dustin Hoffman, Isabelle Huppert, Mark Wahlberg e Naomi Watts.

## Trama
Albert Markovski guida "Open Spaces", un gruppetto di attivisti per l'ambiente che tenta, tra le altre cose, di fermare la costruzione di un centro commerciale, Huckabees. Il rivale di Albert è Brad Stand, giovane e brillante avvocato della compagnia Huckabees, fidanzato della bella e svampita Dawn Campbell voce e corpo di Huckabees nei suoi spot.
Brad, sfruttando il suo carisma, spodesta Albert e prende la guida del gruppo "Open Spaces", proponendo una mediazione e attirandosi le simpatie del gruppo con l'organizzazione di un concerto di Shania Twain per l'apertura del centro commerciale. Albert, al contrario, propone le sue poesie come arma per combattere la distruzione dell'ambiente.
Albert, confuso anche per l'apparizione in tre diverse circostanze di un uomo di colore con una divisa da portiere, decide di consultare Bernard e Vivian Jaffe, autodefinitisi "detective esistenziali", i quali entrano completamente nella vita di Albert nel tentativo di scoprire e di mostrare ad Albert le "interconnessioni universali" alla base del loro metodo di lavoro.
Durante le "sedute" chiuso in un sacco, Albert spiega a Bernard che la sua ossessione è rappresentata da Brad, il cui successo è l'esatto contraltare dei suoi fallimenti.
Mentre Brad e Dawn continuano nel loro lavoro per esautorare Albert, entrano anch'essi in contatto con i Jaffe, i quali propongono ad Albert di proseguire il suo cammino affiancandolo a Tommy, un vigile del fuoco loro cliente/paziente che dimostra di essere in uno stadio più avanzato della comprensione delle "interconnessioni universali" e che porta avanti la sua campagna contro il petrolio e la plastica a discapito anche della sua famiglia.
Dawn, influenzata dai due detective, comprende la vacuità del suo ruolo di icona di bellezza, obbligata a piacere agli altri e non a se stessa, e decide di presentarsi struccata e malvestita negli studi della pubblicità, facendo scricchiolare il "mondo perfetto" del fidanzato Brad, il quale tenta di resistere alle suggestioni dei due detective. Nel frattempo Tommy e Albert cadono sotto l'influenza di Caterine Vauban, ex-allieva dei Jaffe, che si è staccata dai suoi mentori per proporre una filosofia "nichilista" secondo la quale tutto, nella vita, è assurdo e privo di interconnessioni. Convinti da tale pensiero, Tommy e Albert, dopo aver conosciuto il portiere nero, adottato da una famiglia "liberal", provano a raggiungere il "puro essere" con l'abbandono di ogni pensiero (colpendosi ripetutamente con una grossa palla) e guidati da Caterine, la quale poco dopo si apparta con Albert, scatenando le ire di Tommy.
Gli intrecci si uniscono quando la casa di Brad si incendia per colpa di Albert, e Tommy, che raggiunge l'abitazione in bicicletta (la sua crociata contro il petrolio gli impedisce di salire sul camion dei pompieri con i suoi colleghi), riesce a salvare Dawn, che si innamora di lui.
Brad, con la distruzione di tutto il suo mondo dorato (rappresentato dalla bella Dawn e, simbolicamente, da due moto d'acqua andate perdute nell'incendio), si ritrova disperato e solo, abbandonato anche dai componenti del gruppo "Open Spaces" ai quali non basta più Shania Twain (che appare in un cameo alla fine). Albert, allora, capisce che lui e Brad non sono tra loro diversi e che entrambe le teorie dei Jaffe e di Caterine sono valide, in una sorta di epifania finale.